# Contea di Lee (Georgia)
La contea di Lee (in inglese Lee County) è una contea dello Stato della Georgia, negli Stati Uniti. La popolazione al censimento del 2000 era di 24 757 abitanti. Il capoluogo di contea è Leesburg.